# Перегудов, Сергей Викторович
Сергей Викторович Перегудов (6 октября 1981 года в г. Надым, ЯНАО, РСФСР, СССР) — российский актёр театра, кино и телевидения, попечитель благотворительных фондов «Подари мне крылья» и «Вера и Надежда».

## Биография
В 1998 году окончил школу СОШ № 3 г. Надым и поступил в Гуманитарный институт г. Волжский (экономический факультет).
Во время учёбы увлёкся сценой и участвовал в театральной самодеятельности. Через год бросил учёбу, чтобы поступить в Санкт-Петербургскую государственную академию театрального искусства (СПбГАТИ, ныне — РГИСИ), мастерская В. Б. Пази, окончил которую в 2004 году.
Актёр Санкт-Петербургского академического театра имени Ленсовета.

## Награды и номинации
- Лауреат высшей петербургской театральной премии «Золотой софит» 2014 года в номинации «Лучшая мужская роль» за роль Михаила Александровича Ракитина в спектакле Ю.Бутусова «Все мы прекрасные люди»[2].
- Лауреат премии «Золотой меч» в номинации «Лучшая мужская роль второго плана» XIV-го Международного фестиваля военного кино им. Ю. Н. Озерова за роль капитана Шамардина в фильме «Контрибуция», режиссёр Сергей Снежкин, 2016 г.[3]
- Лауреат Санкт-Петербургского общества зрителей «Театрал», приз за роль Клавдия в спектакле «Гамлет» (реж. Ю. Бутусов, театр им. Ленсовета), 2018 г.[4]
- Номинант высшей петербургской театральной премии «Золотой софит» 2018 года в номинации «Лучшая мужская роль» за роль Клавдия в спектакле Ю.Бутусова «Гамлет», театр им. Ленсовета[5].
- Номинант высшей российской театральной премии «Золотая маска» 2019 года в номинации «Драма. Мужская роль второго плана» за роль Клавдия в спектакле Ю.Бутусова «Гамлет», театр им. Ленсовета[6].
- Лауреат III Международного Русского кинофестиваля в номинации «Лучшая мужская роль» за роль Саши в фильме «Три шага в сторону счастья» («Петербург. Любовь. До востребования»), режиссёр Дмитрий Светозаров, 2019 г.[7].

## Творчество

### Театральные работы
- «Король, дама, валет» В. Набоков (реж. В. Б. Пази, Театр им. Ленсовета)
- «Сотворившая чудо» У. Гибсона (режиссёр Виолетта Баженова, Театр им. Ленсовета) — Келлер
- «Владимирская площадь» по мотивам романа Ф. М. Достоевского «Униженные и оскорбленные» (композитор А. Журбин, либретто В. Вербин; реж. В. Б. Пази)
- «Поживем-увидим» Б.Шоу (реж. В. Б. Пази, Театр им. Ленсовета)
- «Приглашение в замок» Ж.Ануй (реж. В. Б. Пази, Театр им. Ленсовета)
- «Самодуры» К.Гольдони (реж. Т.Казакова, Театр им. Ленсовета)
- «Фредерик, или Бульвар преступлений» Э.-Э.Шмитт (постановка В. Б. Пази, Театр им. Ленсовета)— Фирмен
- «Кровать для троих» (М. Павич, реж. В.Петров.) — Анубис
- «Старший сын» А. Вампилов (реж. Ю.Бутусов) — Кудимов
- «Снегири» Н.Садур (реж. В.Сенин, Театр им. Ленсовета) — Лёшка Шестаков
- «Варвары» М.Горький (Театр им. Ленсовета) — Степан Лукин
- «Кабаре» Дж. Кaндера, Ф. Эбба (реж. В. Б. Пази, Театр им. Ленсовета) — Клиффорд Брэдшоу, Официант, Матрос
- «Мера за меру» У.Шекспир (реж. В.Сенин, Театр им. Ленсовета) — Клавдио
- «Кровавые когти любви» М.МакДонах (реж. А.Утеганов, театр на Васильевском)
- «Лейтенант» М.МакДонах (реж. А.Утеганов, «Театральный остров»)
- «Мнимый больной» Мольер (реж. Г.Тростянецкий, Театр им. Ленсовета)
- «Кто боится Вирджинии Вульф?» Э. Олби (реж. В.Сенин, театр «Приют комедианта») — Ник
- «Последняя жертва» (Театр им. Ленсовета) — Дульчин
- «Свидание в предместье» по пьесе А. Вампилова «Старший сын» (реж. В.Крамер, Театр Комедии им. Н. П. Акимова) — Бусыгин
- «На всякого мудреца довольно простоты» А. Н. Островский (реж. В.Сенин, Театр им. Ленсовета) — Курчаев
- «Ревизор» Н. В. Гоголь (реж. С.Федотов, Театр им. Ленсовета) — Лука Лукич Хлопов
- «Дракон» Е. Шварц (реж. А.Корионов, Театр им. Ленсовета) — Ланцелот
- «Лес» А. Н. Островский (реж. К.Вытоптов, Театр им. Ленсовета) — Пётр
- «Испанские безумства» (по пьесе Лопе де Вега «Учитель танцев», реж. И.Коняев, театр «Ленком») — Альдемаро
- «Все мы прекрасные люди» (по пьесе И.Тургенева «Месяц в деревне», реж. Ю.Бутусов, Театр им. Ленсовета) — Михаил Александрович Ракитин
- «Жизнь взаймы» Э.-М. Ремарк (реж. С.Филатов, Театр им. Ленсовета) — Клерфэ
- «Город. Женитьба. Гоголь» (реж. Ю.Бутусов, Театр им. Ленсовета) — Кочкарёв
- «Дядя Ваня» А. П. Чехов (реж. Ю.Бутусов, Театр им. Ленсовета) — Михаил Львович Астров, Илья Ильич Телегин
- «Гамлет» У. Шекспир (реж. Ю.Бутусов, Театр им. Ленсовета) — Клавдий
- «The Demons» Л. Нурен (реж. Д.Хуснияров, Театр им. Ленсовета) — Джим Моррисон, вокал
- «Мёртвые души» Н. В. Гоголь (реж. Р.Кочержевский, Театр им. Ленсовета) — Ноздрёв, Павел Чичиков
- «КарамазоВЫ» Ф. М. Достоевский (рок-опера, автор музыки, либретто и режиссёр А.Рагулин) — старец Зосима
- «Графиня де Ля Фер» (рок-мюзикл А.Рагулина) — герцог Бэкингем
- «Академия смеха» Коки Митани (реж. Ф.Пшеничный, Театр им. Ленсовета) — Цензор

### Фильмография
- 2002 — Убойная сила-4 — Веселовский
- 2004 — Улицы разбитых фонарей-6 — Пётр
- 2004 — Ментовские войны-1 (Фильм 1 — «Старший оборотень по особо важным делам») — Михаил Краснов
- 2004 — Чужое дежурство — Саня Шароградский, сотрудник убойного отдела
- 2005 — Адъютанты любви — Великий князь Константин
- 2005 — Ментовские войны-2 (Фильм 2 — «Закон джунглей», Фильм 3 — «В условиях неочевидности») — Михаил Краснов
- 2005 — Принцесса и нищий — Сергей Новиков «Лик»
- 2006 — Вепрь — Сергей Гущин, аспирант историко-архивного факультета университета
- 2006 — Катерина — Аркадий Горин
- 2006 — Сонька Золотая Ручка — Кочубчик
- 2006 — Там, где живёт любовь (Украина) — озвучание
- 2007 — 7 кабинок — Слива
- 2007 — Громовы. Дом надежды — художник Игорь
- 2007 — Преступление и наказание — Дмитрий Прокофьевич Разумихин, бывший студент
- 2008 — Бес — Станислав, компаньон Беса
- 2008 — Каменская, 5 сезон, фильм 1-й «Реквием» — Игорь Вильданов,
- 2008 — Начать сначала. Марта — Олег
- 2008 — Двое из ларца-2 — Павел Ремешков
- 2008 — Соло для пистолета с оркестром — Дмитрий Глазков
- 2009 — Цепь — Антон Кольцов
- 2009 — Брачный контракт — Артём Тишков
- 2009 — 2012 — Агент особого назначения (1-4 сезоны) — спецагент службы национальной безопасности Игнат Барабанов
- 2010 — Сонька. Продолжение легенды — Володя Кочубчик
- 2010 — Робинзон — Владимир Титов
- 2010 — Подсадной — Геннадий Вяземский
- 2010 — Последняя встреча — Олег Яковлевич Суханов
- 2010 — Семейный очаг — Дмитрий Афанасьев, преподаватель словесности
- 2011 — Anis del Toro (короткометражный)[8] — Сергей
- 2011 — Часы любви, 12-я серия — летчик
- 2012 — Служу Советскому Союзу! — Митяня-Щипач
- 2012 — Наружное наблюдение — Антон Гурьев
- 2012 — Я отменяю смерть — Артур Чистяков
- 2012 — Новогодняя жена — Максим Малявкин
- 2012 — Виктория — Владимир Сомов
- 2012 — Подземный переход — Кирилл Крымский
- 2013 — Дом спящих красавиц — Андрей Крылов
- 2013 — Идеальный брак — Григорий Ревякин
- 2013 — Моя фамилия Шилов — Михаил Краснов
- 2013 — Дед Иван и Санька — Самохвалов
- 2013 — Перерыв на истину (короткометражный) — Хорс
- 2013 — Хуторянин — Геннадий Павлович
- 2014 — Гена Бетон — Александр Тихомиров, журналист
- 2014 — Одинок по контракту — Роман
- 2014 — Чужое — Сергей Колосов
- 2014 — Узнай меня, если сможешь — Денис Аркадьевич Майков
- 2014 — Невеста с заправки — Станислав Князев
- 2015 — Прошлое умеет ждать — Шило
- 2015 — Любить нельзя ненавидеть — адвокат Дмитрий Сабуров
- 2016 — Призрак уездного театра — Егор Атаманов, сосед Ляли
- 2016 — Контрибуция — капитан Шамардин
- 2016 — Гастролёры — Витас Романаускас, младший инспектор полиции литовского города Райгалы
- 2016 — Следователь Тихонов — Александр Леонидов
- 2016 — От первого до последнего слова — Эдуард Абельман, пластический хирург
- 2016 — Валькины несчастья — Михаил Антипов
- 2017 — Храбрые жёны — Сергей Кулешов
- 2017 — Отчий берег — Игнат Акимов
- 2017 — Авария — журналист Баксаров
- 2017 — Ждите неожиданного — Степан Петрович
- 2017 — Блюз для сентября — Олег Извозчиков
- 2017 — Миллионерша — Гоша
- 2017 — Здравствуй, Макбет! (короткометражный)
- 2018 — Челночницы.Продолжение — Кирилл Голубь
- 2019 — Бабье лето — Вячеслав
- 2019 — Петербург. Любовь. До востребования (Три шага в сторону счастья) — Александр Березкин
- 2019 — Сильная слабая женщина — Максим Галыбин
- 2019 — Между нами небо — Сергей Ершов
- 2019 — Цвет липы — Сергей Лавров
- 2019 — Смерть на языке цветов — Сергей Лавров
- 2019 — Союз спасения — полковник Артамон Муравьёв
- 2020 — Хрустальная ловушка — Иона
- 2020 — Птичка в клетке — Андрей Краснов
- 2021 — Игра с огнём — Николай Вяткин
- 2021 — Поддельная любовь — Владислав Сафронов
- 2021 — Хозяйка горы — Фёдор Мальцев
- 2021 — Дверь в прошлое — Клим
- 2021 — Земное притяжение — Алексей Хабаров
- 2022 — Когда закончится февраль — Кирилл
- 2022 — Дама с собачкой — Эдуард Свиридов
- 2022 — Союз Спасения. Время гнева — полковник Артамон Муравьёв
- 2023 — Шаляпин — Валентин Серов, художник

- 2023 — Тайны следствия 23 — Павел Васнецов, журналист

- 2024 — Тайны следствия 24 — Павел Васнецов, журналист